# Rudi Valenta
Rudolf "Rudi" Valenta (Viena, 24 de março de 1921 — 15 de julho de 2001) foi um ciclista austríaco. Competiu nos Jogos Olímpicos de Verão de 1948 em Londres, embora não tenha conseguido completar a corrida de contrarrelógio por equipes, ele terminou na décima quarta posição no contrarrelógio individual.